# Покровське (Зіньківська міська громада)
Покро́вське — село в Україні, у Зіньківській міській громаді Полтавського району Полтавської області. Населення становить 556 осіб. До 2020 орган місцевого самоврядування — Покровська сільська рада.

## Географія
Село Покровське знаходиться на відстані 1 км від сіл Галійка та Будки, за 5 км від сіл Артелярщина, Стрілевщина, Шкурпели та Кольченки. По селу протікає струмок, що пересихає, з загатами.

## Історія

### Російська імперія
Наприкінці 18 ст., відбувається заселення лісостепових слобід. У цей час і отримав свій наділ із селом та кріпаками Дмитро Баличов. Поселення, розташоване над балкою на багатих чорноземних ґрунтах, він назвав на свою честь Баличовка. 
Пан максимально використовував працю кріпаків. Вони виробляли селітру на двох заводах. Були в пана ще кінний, винокурний і цегляний заводи, кузня, теслярня, столярня, бондарня. Вдома виробляли нитки і ткали сукно з вовни та полотно з трьох сортів конопель. Вся ця праця кріпацьких рук давала чималі прибутки поміщикові та його сім'ї. Селяни жили дуже бідно. Робота на пана та праця на власній невеличкій ділянці займали весь час. Мали змогу лише до нового року забезпечити сім'ю ячним хлібом. Пшеничне чи житнє борошно зберігалося тільки для великих свят, наприклад: Великодня. Частина селян не мала не те що землі, а й власного житла. Вони й мешкали "з панської ласки" в панській економії весь свій вік. 
1859 року у власницькому селі Баличовка налічувалось 39 дворів, мешкало 268 осіб (129 чоловічої статі та 139 — жіночої). Існувала православна церква, три заводи, три ярмарки.
Після відміни кріпацтва життя селян змінилося в бік не примусового відробляння трудових повинностей, а принизливого випрошування роботи на панщині, щоб більш-менш прогодувати сім'ю. Для одержання роботи потрібно було до сходу сонця займати чергу, а потім ще працювати до заходу сонця. Оплата праці залишалася надзвичайно низькою.
У 1890 році в селі збудували однокласну школу, де навчалися тільки діти багатих селян. Діти бідняків навчалися лише кілька місяців на рік. У них не було взуття, щоб у негоду вийти з хати. 
У 1908 року в селі спорудили земську чотирикласну школу. Приміщення школи у доброму стані й понині. У чотирикласній школі щорічно навчалися 40- 50 дітей селян та місцевих багатіїв. До відкриття земської школи в селі було 22 чоловіки письменних. 14 із них - вихідці з бідняцьких сімей.

### Українська народна республіка
В 1917 році село входить до складу Української Народної Республіки.
Внаслідок поразки Перших визвольних змагань село надовго окуповане більшовицькими загарбниками. 

### Радянська доба

#### Міжвоєнний період
У 1929 році в Покровському організували товариство спільного обробітку землі з 18-ти селянських господарств. Члени товариства вносили свої частки й на спільні кошти купували сільськогосподарські машини. 
В березні 1930 р. на території села створили три сільськогосподарські артілі. Першу — на базі господарства Баграя, пізніше це був колгосп "Зоря комунізму", туди входили 52 селянських господарства.  Друга артіль — у центрі села на садибі Клименка В. О. — "Червоні зорі", яка об'єднувала 65 господарств. На північній околиці села на землях Лихопоя і Кольчика створили колгосп "Іскра Леніна", який об'єднував 40 селянських дворів. 
У період колективізації гострої класової боротьби на селі не було, проте селяни-середняки неохоче йшли до колгоспу. Очевидці згадують, як важко було віддавати надбане десятиліттями добро. На колгоспній фермі жінки обливалися слізьми біля своїх корів: важко було змиритись із тим. що їхню годувальницю забрали назавжди. Більшість селян заяви писали примусово, під залякуванням арештом, проте бідняки без опору вступали до колгоспу ще й допомагали активістам у його організації. Були в селі й розкуркулені. 

#### Голодомор 1932—1933 років
У 1932 — 1933 роках на долю жителів села випали страшні випробування. За спогадами місцевих жителів-сучасників тих подій, село охопив страшенний голод. Місцеві органи влади, виконуючи вказівки ЦК ВКП(б) й безпосередньо Й. В. Сталіна, вивезли все зерно, а потім за допомогою місцевих активістів відібрали в селян власні запаси продуктів. Це й призвело до голоду. Вижили ті, хто був членом колгоспу: для них щоденно готували їжу. Очевидці згадують, що в той час, коли люди вимирали з голоду, зсипане в церкві зерно перегнило. 
У Національній книзі пам'яті жертв Голодомору 1932—1933 років в Україні перелічено 19 жителів села, що загинули від голоду.
Такої розправи селяни зазнали за протистояння сталінській колективізації. У цьому ж 1933 році три сільськогосподарські артілі "Іскра Леніна", "Червоні зорі" та "Зоря комунізму" об'єдналися в колективне одне господарство з назвою "Червоні зорі".

#### Довоєнний розвиток
У передвоєнний період колгоспне господарство одержувало непогані врожаї сільськогосподарських культур. Маючи 1700 га землі, колгосп видавав на кожен трудодень по 3-4 кг зерна. Також були збудовані нові тваринницькі ферми, одна з них цегляна, посаджений з усіма агротехнічними вимогами фруктовий сад: розбиті квадрати, зроблені вітроломні насадження, пізніше сад поливали поливною системою. 
Жителі села працювали з великим піднесенням і активно включилися в стахановський рух, виконували й перевиконували норми виробітку, але вже в кінці червня 1941 року почалася німецько-радянська війна... 

#### Німецько-радянська війна та післявоєнна відбудова
З перших днів гітлерівської окупації було встановлено жорстокий режим. Усе робилося для залякування населення, щоб силою зброї змусити людей підкоритися «новому порядку». Протягом двох років окупації колективне господарство було зруйноване, спустошене та пограбоване. Німці грабували населення, забирали корів, свиней, овець, птицю.
На каторжні роботи до Німеччини вивезли 23З юнаків i дівчат з території Покровської сільської ради, 15 із них загинули на дорогах війни. Під час німецької окупації в лютому 194З року через Покровське й Василе-Устимівку пролягав рейд радянського партизанського загону M.I. Наумова.
У вересні 1943 року війська СРСР відвоювали село. При цьому села загинули 254 військовослужбовців Червоної Армії. На фронтах війни загинули 166 жителів села, а всього до Червоної Армії було примусово мобілізовано 450 чол. Бойовими орденами нагороджені 6 чоловік, медаллю "За відвагу" —15 чоловік, медаллю "За доблесну працю у Великій Вітчизняній війні" — 27 чоловік. 
Селу завдано великих матеріальних і моральних збитків.

3 перших днів після визволення починається відбудова господарства. За селом налагодили виробництво цегли. Із залишків селітряних заводів пана Баличова, попелу, курячого посліду робили добрива й вивозили на поля. Основною робочою силою були жінки, люди похилого віку, діти. Всі працювали з повною віддачею сил. Про це свідчить стаття "Учні вийшли в поле" в газеті "Сталінським шляхом": 
"Добре усвідомившії собі, що в колгоспах настала гаряча пора, а тяглової і робочої сили не вистачає, учні Покровської НСШ вирішили допомогти колгоспові своїми силами. Під умілим керівництвом Гусак Насті Митрофанівни, тут працюють щоденно на різних роботах понад 112 учнів. Всім їм від 11 до 15років, а вони вже виробили 977 трудоднів, з них є багато передовиків, які перевиконують свої норми на 120 — 150 %. Наnриклад: Рогатньов Олексій, учень 4 класу, на оранці коровою замість норми 0,3 га виконав по 0,5; учень 4 класу Міщенко Михайло замість норми 3 га заволочував по 4 га; учень 5 класу Канава Олексій замість норми 5 га загрібав сіна грабками 7-8 га. Учням всіх шкіл району треба взяти приклад з Покровської НШ". 
Господарство з року в рік одержувало хороші врожаї зернових і овочевих культур. Здавали на переробку фрукти, вели рибне господарство. Будували тваринницькі ферми, провели водогін із гілкою для поливання саду й подавання води на овочеве поле. 
У 1950 року на базі двох колгоспів "Червоні зорі" в Покровську й "Нове життя" в Галійці створили укрупнений колгосп "Червоні зорі", який мав площу землі 2200 га. 
У цей час успішно працюють сільська 7-річна школа, фельдшерський пункт, сільський клуб, бібліотека. Було механізоване сортування й вантаження зерна. Із цегли власного виробництва спорудили аркову греблю, яка діє й понині (дамба, де проходить газопровід); збудована й діє станція, яка освітлювала центр села, ферми й тік. Високих показників у виробництві досягають передові комсомольці села.
У 1960-ті роки докорінно змінилося життя Покровського. В селі працює два магазини, лікарня на десять ліжок, пологове відділення, споруджується новий Будинок культури, у якому чотири рази на тиждень демонструються кінофільми. 
Фонд сільської бібліотеки становив 15 тис. книг, які читали 620 читачів.
У Покровському працює 8-річна школа, а при ній консультпункти заочного відділення Зіньківської середньої заочної школи.
Всі колгоспники дістали можливість здобути середню освіту без відриву від виробництва. Педагоги не тільки забезпечували навчально-виховний процес, а й вели значну позакласну роботу.
Пошукова група розшукала рідних 53 загиблих воїнів-визволителів села. Під керівництвом старшої піонервожатої Клименко Р. М., піонери вели листування з видатними людьми країни, зокрема з першою жінкою-космонавтом В.В.Терешковою.
Медичне обслуговування в селі було одним з передових в Зіньківському районі. Тут зосереджувалися: амбулаторія, стаціонарне відділення на 10 ліжок; пологове відділенні, де працювали 8 медичних працівників.
В 1960-х роках у селі спорудили нове приміщення школи, майстерню для трудового навчання, відкрили Інтернат для дітей з навколишніх сіл для кращих умов навчання під час зимового періоду.
На той час у школі навчалося близько 180 учнів. Педагогічний колектив складався з 26 вчителів.
В 1970-тих споруджуються готель, лазня, будинки для молодих сімей, будуються добротні чотирирядні корівники. Bce молочне поголів'я корів Покровського та Василе-Устимівки утримується в новобудовах, де хороші умови для тварин, усі процеси механізовані, для тваринників –  побутові та душові кімнати.
Для механізаторів і техніки в Покровському й Василе-Устимівці споруджуються типові майстерні, де обладнуються токарний i зварювальні цехи, цех з ремонту електрообладнання. Для їх оснащення налагоджується співпраця з заводами Пензи й Москви. Заводи у формі шефської допомоги передають металообробну техніку, надають допомогу металом. Проводиться інтенсивний ремонт усього автопарку. 

### Незалежна Україна
З 24 серпня 1991 року село входить до складу незалежної України.
12 червня 2020 року, відповідно до розпорядження Кабінету Міністрів України № 721-р «Про визначення адміністративних центрів та затвердження територій територіальних громад Полтавської області», село увійшло до складу Зіньківської міської громади.
19 липня 2020 року, в результаті адміністративно - територіальної реформи та ліквідації Зіньківського району, село увійшло до складу новоутвореного Полтавського району Полтавської області.

## Населення

### Мова
Розподіл населення за рідною мовою за даними перепису 2001 року:
| Мова            | Кількість | Відсоток |
| --------------- | --------- | -------- |
| українська      | 511       | 91.91%   |
| російська       | 13        | 1.80%    |
| інші/не вказали | 35        | 6.29%    |
| Усього          | 556       | 100%     |

## Архітектура
У селі встановлено такі пам'ятники:
- Меморіальний комплекс воїнам-односельцям, полеглим на фронтах Другої світової війни;

- Жертвам Голодомору 1932-1933 р.р.;
- архітектурний комплекс Божої матері Покрови Пресвятої Богородиці.

## Покровська церква
Використавши цеглу власного заводу i власний ліс, пан Баличов у 1809 році почав спорудження величного храму Божого, який був окрасою села до 70-х років XX ст. Церква побудована на найвищому місці в селі, (вище від приміщення сучасної сільської ради). Споруду звеличували 6 круглих колон, на висоті двоповерхового будинку прикрашені химерними пілястрами. У церкві були внутрішні й зовнішні балкони, високі заокруглені вікна, забрані хрестоподібними кованими ґратами. Парадні й бічні двері ковані металом. Споруда мала метрової товщини цегляні стіни. Величезна зала, за розповідями старожилів, могла вмістити до 4 тис. парафіян. Архітектурою церква була схожа на Казанський собор у Санкт-Петербурзі, але відсутність дзвіниці, куполів i належних хрестів говорить про незавершеність задуму пана Баличова в будівництві. 
Життя Д. Баличова обірвапося в розквіті його сил i задумів. Панові не пощастило побачити завершення свого творіння — церкви. Рідні й віддані люди організували його поховання в недобудованому храмі. Церемонія відспівування покійника проводилася перед основними золотими вратами вівтаря. Тіло пана було захоронене біля церкви, з пізніше перепоховане під склепом у цоколі споруди.
Відкриття церкви 1837 року збіглося з великим православним святом Покровою Святої Богородиці, тому храм назвали на честь цього свята «Покровою», а село через деякий час було  перейменовано зі села Баличовка на Покровське.
Протягом свого існування церква поперемінно слугувала храмом для віруючих, місцем для переховування від бомбувань у роки Німецько-радянської війни, зерносховищем у період наступу войовничого атеїзму.

## Економіка
- ТОВ «Октан».

## Об'єкти соціальної сфери
У Покровську діють:
- ЗОШ І-ІІ ступенів;
- дитячий садок «Дзвіночок»;
- Будинок культури;
- амбулаторія;
- бібліотека;
- відділення Укрпошти.

## Відомі люди
В селі народилась Бочарова (Білик) Надія Романівна (1928-2003) — Герой Соціалістичної Праці.